# Partit Nacional Social Cristià
El Partit Nacional Social Cristià (en francès: Parti National Social Chrétien) va ser un partit polític canadenc format per Adrien Arcand el febrer de 1934. El partit es va identificar amb l'antisemitisme, i el nacionalsocialisme del líder alemany Adolf Hitler. El partit va ser més tard conegut com a Partit de la Unitat Nacional Socialista Canadenc (en anglès: Canadian National Socialist Unity Party) o Partit de la Unitat Nacional (National Unity Party).

## Organització
A la part superior del partit hi havia el líder secundat per un secretari general. Després van venir els membres del Gran Consell i els del Consell Corporatiu compost per persones que suposadament representaven els diversos oficis, professions, indústries i negocis. Finalment, van arribar els diversos comitès, inclòs el de propaganda. Geogràficament, el partit es va dividir en municipis, zones, veïnats i seccions (essent aquestes les divisions més petites).
El partit també tenia grups especialitzats, inclosos els «Legionaris» (una mena de grup de xoc), la «Guàrdia de Ferro» (el guardaespatlles del líder) i la «Falange Femenina» (una organització de dones).

## Dècada de 1930
El partit va ser format per Adrien Arcand el febrer de 1934. Va ser conegut com a Partit Cristià Nacional Socialista (Christian National Socialist Party). Arcand era un feixista i antisemita establert al Quebec. Era admirador d'Adolf Hitler i es va referir a si mateix com al «Führer canadenc». L'octubre de 1934, el partit es va fusionar amb el Partit Nacionalista Canadenc, amb seu a les províncies de la Praderia. A mitjan dècada de 1930, el partit va tenir cert èxit, amb uns pocs milers de membres concentrats principalment a Quebec, Columbia Britànica i Alberta.
El juny de 1938, es va fusionar amb els clubs nacionalsocialistes i altres clubs nacionalistes a Ontàrio i Quebec, molts dels quals eren coneguts com a Clubs de l'esvàstica, per formar el Partit d'Unitat Nacional en una convenció nacional celebrada a Kingston, Ontario. En una època de tensió canadenca entre anglesos i francesos, Arcand va intentar crear un moviment polític nacionalista pancanadenc (anglès i francès). Es va basar en el Partit Nacionalsocialista Obrer Alemany (NSDAP) a Alemanya. Arcand després es va dirigir a Toronto, on el seu nou partit va celebrar una concentració de 800 simpatitzants a Massey Hall. Tot i això, l'antifeixista Lliga Canadenca per la Pau i la Democràcia va realitzar una concentració simultània de 10.000 persones a Maple Leaf Gardens en oposició a Arcand.
El grup era conegut col·loquialment com les «Camises blaves», i comunament lluitava contra immigrants, minories canadenques i grups d'esquerra. Es creia que el partit aconseguiria el poder al Canadà, però el mateix partit havia exagerat la seva pròpia influència.

## Prohibició
El 30 de maig de 1940, el partit va ser prohibit sota les Regulacions de Defensa del Canadà de la Llei de Mesures de Guerra, i Arcand i molts dels seus seguidors van ser arrestats i detinguts durant la Segona Guerra Mundial.

## Postguerra
Arcand es va postular a les eleccions federals de 1949 en la conducció de Richelieu-Verchères com a candidat per al Partit d'Unitat Nacional. Es va col·locar en segon lloc i va guanyar 5.590 vots (29,1% del total). Va tornar a ocupar el segon lloc amb el 39 % dels vots quan es va postular com a «nacionalista» a Berthier-Maskinongé-Delanaudière a les eleccions federals de 1953.
L'últim acte públic del partit va ser un míting celebrat el 14 de novembre de 1965 a l'Arena Paul Sauvé de Mont-real amb l'assistència de 850 seguidors d'Arcand.